# Honokaa
Honokaa es un lugar designado por el censo (en inglés, census-designated place, CDP) situado en el condado de Hawái, en el estado de Hawái Estados Unidos. Según el censo de 2020, tiene una población de 2699 habitantes.

## Geografía
La localidad está ubicada en las coordenadas 20°4′39″N 155°27′52″O / 20.07750, -155.46444 (20.077575, -155.464389).  Según la Oficina del Censo, tiene una superficie de 5.45 km², correspondientes en su totalidad a tierra firme.

## Demografía
Según la estimación 2019-2023 de la Oficina del Censo, los ingresos medios de los hogares de la localidad son de $85,556 y los ingresos medios de las familias son de $94,875. Alrededor del 5.3% de la población está por debajo de la línea de pobreza.